# Incidente del Fairchild F-27 di Avensa del 1962
L'incidente del Fairchild F-27 di Avensa del 1962 avvenne il 25 febbraio 1962 quando un Fairchild F-27 bimotore turboelica (registrato come YV-C-EVH) di Avensa si schiantò contro la montagna di San Juan sull'isola Margarita in Venezuela, nel mezzo del Mar dei Caraibi. Morirono tutti i 20 passeggeri ed i tre membri dell'equipaggio.

## L'aereo
L'aereo, un bimotore Fairchild F-27, era stato costruito negli Stati Uniti nel 1958 e consegnato nuovo ad Avensa il 18 settembre 1958

## L'incidente
L'F-27 stava percorrendo una rotta dall'aeroporto di Porlamar all'aeroporto di Cumaná quando, pochi minuti dopo la partenza da Portamar, l'aereo colpì il monte San Juan venendone totalmente distrutto.